# 12 Heures de Sebring 2012
Navigation
Édition précédente Édition suivante
Les 12 Heures de Sebring 2012 sont la 60e édition de l'épreuve et se déroule le 17 mars 2012.
La course compte à la fois pour les American Le Mans Series 2012 et le tout nouveau Championnat du monde d'endurance FIA 2012. Il s'agit de la toute première épreuve du Championnat du monde d'endurance FIA.

## Circuit

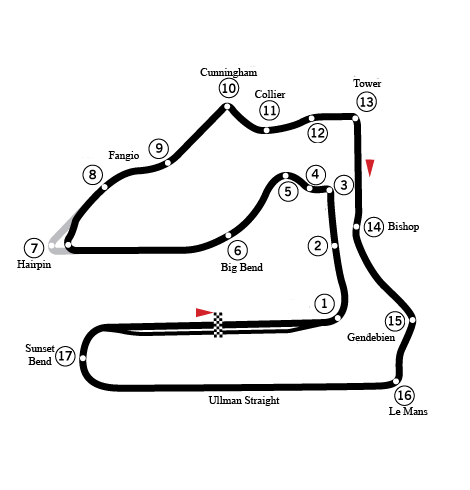
Le Sebring International Raceway, cadre des 12 Heures de Sebring 2012.

Les 12 Heures de Sebring 2012 se déroulent sur le Sebring International Raceway situé en Floride. Il est composé de deux longues lignes droites, séparées par des courbes rapides ainsi que quelques chicanes. Ce tracé a un grand passé historique car il est utilisé pour des courses automobiles depuis 1950. Ce circuit est célèbre car il a accueilli la Formule 1.

## Qualifications
Voici le classement officiel au terme des qualifications.
- Les premiers de chaque catégorie du championnat du monde sont signalés par un fond jaune.
- Les premiers de chaque catégorie des American Le Mans Series sont signalés par un fond vert.

| Position | Catégorie | Équipe                             | Pilote                | Temps           | Grille |
| -------- | --------- | ---------------------------------- | --------------------- | --------------- | ------ |
| 1        | LMP1      | no 1 Audi Sport Team Joest         | André Lotterer        | 1 min 45 s 820  | 1      |
| 2        | LMP1      | no 2 Audi Sport Team Joest         | Tom Kristensen        | 1 min 46 s 215  | 2      |
| 3        | LMP1      | no 3 Audi Sport Team Joest         | Romain Dumas          | 1 min 46 s 935  | 3      |
| 4        | P1        | no 6 Muscle Milk Pickett Racing    | Klaus Graf            | 1 min 47 s 536  | 4      |
| 5        | LMP1      | no 15 OAK Racing                   | Guillaume Moreau      | 1 min 48 s 319  | 62     |
| 6        | LMP1      | no 22 JRM                          | David Brabham         | 1 min 48 s 439  | 5      |
| 7        | LMP1      | no 21 Strakka Racing               | Danny Watts           | 1 min 48 s 590  | 6      |
| 8        | LMP1      | no 12 Rebellion Racing             | Neel Jani             | 1 min 48 s 630  | 7      |
| 9        | LMP1      | no 13 Rebellion Racing             | Andrea Belicchi       | 1 min 48 s 956  | 8      |
| 10       | LMP1      | no 16 Pescarolo Team               | Emmanuel Collard      | 1 min 50 s 200  | 9      |
| 11       | LMP2      | no 24 OAK Racing                   | Olivier Pla           | 1 min 50 s 467  | 10     |
| 12       | LMP2      | no 44 Starworks Motorsport         | Stéphane Sarrazin     | 1 min 50 s 823  | 11     |
| 13       | LMP2      | no 41 Greaves Motorsport           | Elton Julian          | 1 min 51 s 809  | 12     |
| 14       | LMP2      | no 23 Signatech Nissan             | Franck Mailleux       | 1 min 52 s 084  | 13     |
| 15       | LMP2      | no 25 ADR (en)-Delta               | John Martin           | 1 min 52 s 113  | 14     |
| 16       | P2        | no 055 Level 5 Motorsports         | Christophe Bouchut    | 1 min 52 s 129  | 15     |
| 17       | P2        | no 37 Conquest Endurance           | Martin Plowman        | 1 min 52 s 493  | 63     |
| 18       | P2        | no 95 Level 5 Motorsports          | Luis Díaz             | 1 min 52 s 659  | 16     |
| 19       | LMP2      | no 49 PeCom Racing                 | Pierre Kaffer         | 1 min 52 s 763  | 17     |
| 20       | LMP2      | no 31 Lotus                        | Thomas Holzer (en)    | 1 min 53 s 080  | 18     |
| 21       | PC        | no 9 RSR Racing                    | Bruno Junqueira       | 1 min 54 s 510  | 19     |
| 22       | PC        | no 06 CORE Autosport               | E. J. Viso            | 1 min 54 s 555  | 20     |
| 23       | P1        | no 016 Dyson Racing                | Chris Dyson           | 1 min 54 s 593  | 21     |
| 24       | PC        | no 025 Dempsey Racing              | Dane Cameron          | 1 min 54 s 628  | 22     |
| 25       | PC        | no 7 Merchant Services Racing      | Pablo Sanchez         | 1 min 55 s 160  | 23     |
| 26       | PC        | no 05 CORE Autosport               | Colin Braun           | 1 min 55 s 208  | 24     |
| 27       | PC        | no 5 Muscle Milk Pickett Racing    | Memo Gidley           | 1 min 55 s 420  | 25     |
| 28       | PC        | no 52 PR1 Mathiasen Motorsports    | Butch Leitzinger      | 1 min 55 s 460  | 26     |
| 29       | PC        | no 8 Merchant Services Racing      | Kyle Marcelli         | 1 min 55 s 654  | 27     |
| 30       | PC        | no 18 Performance Tech Motorsports | Raphael Matos         | 1 min 55 s 848  | 28     |
| 31       | LMGTE Pro | no 51 AF Corse                     | Gianmaria Bruni       | 1 min 58 s 427  | 29     |
| 32       | LMGTE Pro | no 59 Luxury Racing                | Jaime Melo            | 1 min 58 s 723  | 30     |
| 33       | GT        | no 03 Corvette Racing              | Jan Magnussen         | 1 min 58 s 996  | 31     |
| 34       | GT        | no 4 Corvette Racing               | Oliver Gavin          | 1;59 s 007      | 32     |
| 35       | LMGTE Pro | no 71 AF Corse                     | Olivier Beretta       | 1 min 59 s 084  | 33     |
| 36       | GT        | no 56 BMW Team RLL                 | Joey Hand             | 1 min 59 s 776  | 34     |
| 37       | GT        | no 01 Extreme Speed Motorsports    | Johannes van Overbeek | 2 min 00 s 094  | 35     |
| 38       | GT        | no 45 Flying Lizard Motorsports    | Jörg Bergmeister      | 2 min 00 s 119  | 36     |
| 39       | LMGTE Pro | no 97 Aston Martin Racing          | Stefan Mücke          | 2 min 00 s 174  | 37     |
| 40       | LMGTE Am  | no 58 Luxury Racing                | Dominik Farnbacher    | 2 min 00 s 184  | 38     |
| 41       | LMGTE Pro | no 77 Team Felbermayr-Proton       | Richard Lietz         | 2 min 00 s 256  | 39     |
| 42       | GT        | no 155 BMW Team RLL                | Jörg Müller           | 2 min 00 s 337  | 40     |
| 43       | GT        | no 02 Extreme Speed Motorsports    | Anthony Lazzaro       | 2 min 00 s 344  | 41     |
| 44       | LMGTE Am  | no 57 Krohn Racing                 | Niclas Jönsson        | 2 min 00 s 929  | 42     |
| 45       | GT        | Team Falken Tire                   | Wolf Henzler          | 2 min 01 s 632  | 43     |
| 46       | LMGTE Am  | no 50 Larbre Compétition           | Pedro Lamy            | 2 min 01 s 640  | 44     |
| 47       | LMGTE Am  | no 88 Team Felbermayr-Proton       | Paolo Ruberti         | 2 min 01 s 787  | 45     |
| 48       | GT        | no 48 Paul Miller Racing           | Sascha Maassen        | 2 min 02 s 150  | 46     |
| 49       | LMGTE Am  | no 70 Larbre Compétition           | Jean-Philippe Belloc  | 2 min 02 s 732  | 47     |
| 50       | LMGTE Am  | no 61 AF Corse-Waltrip             | Rui Águas             | 2 min 03 s 331  | 48     |
| 51       | LMGTE Am  | no 55 JWA-Avila                    | Joël Camathias        | 2 min 04 s 342  | 49     |
| 52       | GTC       | no 30 NGT Motorsport               | Sean Edwards          | 2 min 06 s 674  | 50     |
| 53       | GTC       | no 34 Green Hornet Racing          | Damien Faulkner       | 2 min 06 s 697  | 51     |
| 54       | GTC       | no 022 Alex Job Racing             | Leh Keen              | 2 min 06 s 711  | 52     |
| 55       | GTC       | no 023 Alex Job Racing             | Dion von Moltke       | 2 min 07 s 016  | 53     |
| 56       | GTC       | no 11 JDX Racing                   | Kévin Estre           | 2 min 07 s 264  | 54     |
| 57       | GT        | no 044 Flying Lizard Motorsports   | Seth Neiman           | 2 min 07 s 354  | 55     |
| 58       | GTC       | no 031 NGT Motorsport              | Nicki Thiim           | 2 min 07 s 434  | 56     |
| 59       | GTC       | no 66 TRG                          | Spencer Pumpelly      | 2 min 07 s 550  | 57     |
| 60       | GTC       | no 32 GMG Racing                   | James Sofronas        | 2 min 08 s 607  | 58     |
| 61       | GTC       | no 024 Competition Motorsports     | Cort Wagner           | 2 min 08 s 792  | 59     |
| 62       | P2        | no 54 Black Swan Racing            | Jon Fogarty           | 2 min 35 s 156  | 60     |
| 63       | LMP2      | no 29 Gulf Racing Middle East      | Jean-Denis Delétraz   | 14 min 43 s 720 | EX     |
| 64       | LMP2      | no 28 Gulf Racing Middle East      | Pas de temps          | Pas de temps    | 61     |

Notes:
La voiture no 29 de Gulf Racing Middle East est exclue pour ne pas avoir réussi a établir le temps minimum requis durant les qualifications.

## Course

### Déroulement de l'épreuve

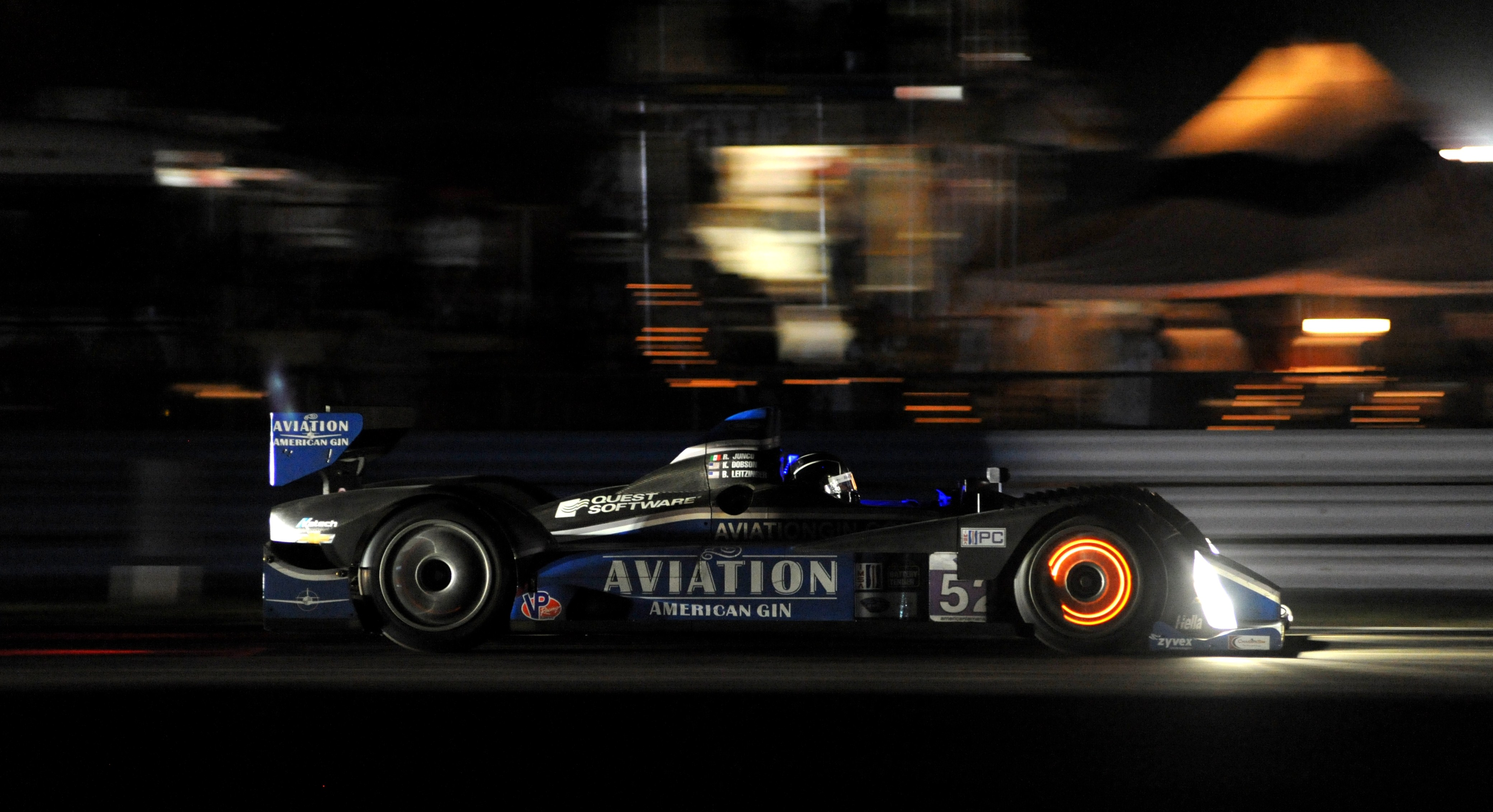
Butch Leitzinger à bord de l'Oreca FLM09 du PR1 Mathiasen Motorsport.

10h29 (mise en grille et tour de formation). Pour diverses raisons, plusieurs autos partent du fond de la grille. C'est le cas : de la Oak Pescarolo-Judd no 15 de Guillaume Moreau qui a été contrôlée avec une boite à air non conforme, de la HPD-Honda no 22 où un changement de volant non prévu a eu lieu avant le départ, de la Porsche no 77 (température d'habitacle non conforme) et enfin de la Porsche de l'équipe Falken Tire en raison d'un changement de moteur. Deux autos prennent le départ depuis la voie des stands : la Lola no 28 (changement de pneus avant le départ) et la Porsche no 55. Quant à la seconde Lola du Gulf Racing Middle East, elle est exclue car les pilotes ne sont pas descendus en dessous des temps au tour minimum pendant les essais et, par conséquent, ils ne peuvent pas prendre part à la course. La Porsche no 45 du Flying Lizard Motorsports pilotée au départ par Jörg Bergmeister entre en collision avec une voiture pendant le tour de formation,. 10h30 (départ) : Marcel Fässler s'élance depuis la pole position mais Allan Mcnish le dépasse dans le virage no 17 au premier tour. 10h42 : La Ferrari no 51 alors pilotée par Toni Vilander rentre dans les garages et y reste 1 heure pour réparation. 10h43 : Une autre Ferrari de l'écurie AF Corse, la no 61 engagée en GTE Am connait également des problèmes et est annoncée au ralenti sur le circuit. 10h44 : La voiture de sécurité entre en piste pour la première fois pour une durée de 16 minutes, le temps d'évacuer la Ferrari no 61. 10h53 : L'Audi no 2 d'Allan Mcnish effectue son premier arrêt (carburant + pneus). L'Audi no 1 prend la tête de la course. 11h16 : La Ferrari d'Olivier Beretta et la Corvette d'Oliver Gavin sont en plein duel pour la première place dans la catégorie GT (GT de l'American Le Mans Series et GTE Pro du Championnat du monde d'endurance FIA). 11h20 : Pendant les ravitaillements des Audi de Mcnish et Fässler, la HPD-Honda de Klaus Graf prend le commandement de l'épreuve devant la HPD-Honda du Strakka Racing,. 11h25 : Après les ravitaillements des autres LMP1, Allan Mcnish reprend la tête de la course.12h00 : Marcel Fässler part en tête à queue. 13h00 : La Morgan-Judd du Conquest Racing est arrêtée sur le circuit. 13h01 : La voiture de sécurité entre en piste pour une durée de 22 minutes pendant que les équipes d'intervention tractent la Morgan hors des limites de la piste. 13h36 : Olivier Lombard glisse sur une flaque d'huile et sort de la piste au volant de son Oreca-Nissan. La Ferrari no 59 glisse également et le percute. Les deux voitures abandonnent. 13h37 : La voiture de sécurité entre en piste pour la troisième fois et pour une durée de 26 minutes, le temps de retirer les deux voitures impliquées hors de la piste. 14h04 : Lucas Luhr, en lutte pour la 4e place de la catégorie LMP1 dépasse la Lola B12/60-Toyota de Nicolas Prost. 

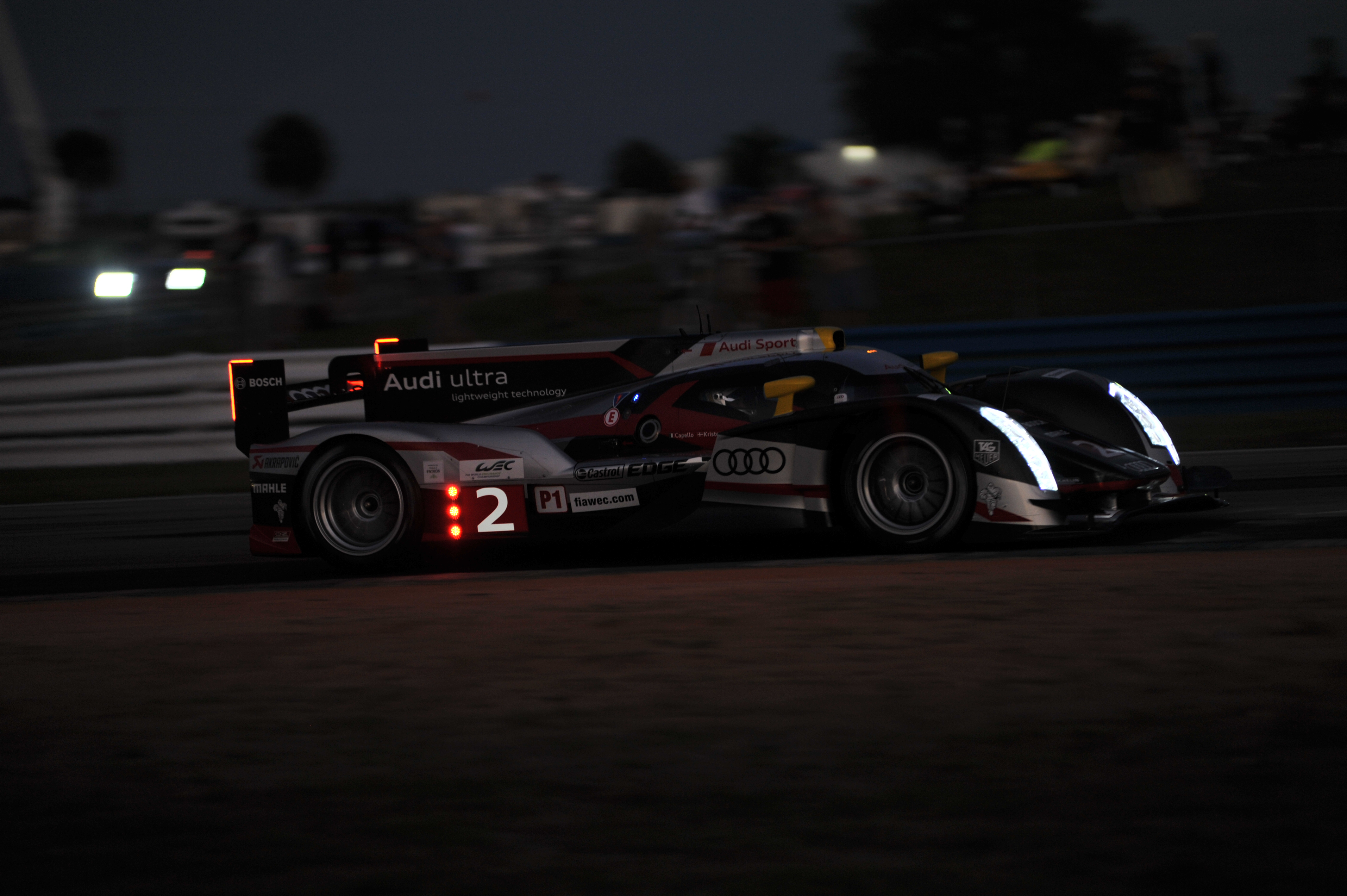
L'Audi R18 TDI no 2 gagnante des 12 Heures de Sebring 2012.

14h28 : À bord de la Corvette officielle no 03, Jordan Taylor effectue des débuts encourageants et prend la tête de la catégorie GT. 14h32 : Benoît Tréluyer effectue un arrêt non prévue et réinitialise son système électrique. 14h37 : Tréluyer effectue un stop and go dû à une erreur de l'un des mécaniciens à l’arrêt précédent. 14h41 : La voiture de sécurité entre en piste en raison de la sortie de piste de l'Oreca FLM09 no 025. 15h03 : Dominik Kraihamer part à la faute à bord de sa Oak Pescarolo-Judd no 15. Elle est endommagée à l'arrière droit. 16h02 : Fässler connait des difficultés avec sa boîte de vitesses. Il n'arrive plus à changer de rapport. 16h10 : Marcel Fässler est contraint de rentrer aux garages pour effectuer une réparation sur sa boite de vitesses. 16h27 : Timo Bernhard prend la tête de la course. 16h34 : Cinquième entrée en piste de la voiture de sécurité pour une durée de 16 minutes. 16h43 : Fässler rejoint la piste après trente minutes passées aux stands. 16h53 : La voiture de sécurité rentre en piste à nouveau, pour une durée de 16 minutes. 17h02 : Bernhard effectue un ravitaillement et Mcnish reprend la tête. 17h41 : Allan Mcnish s’arrête à son stand à son tour et l'Audi no 2 pilotée par Romain Dumas reprend la tête de la course. 17h45 : L'Aston Martin V8 Vantage GTE officielle engagée dans la catégorie GTE Pro et pilotée par Darren Turner sort de la piste. 17h46 : Entrée en piste de la voiture de sécurité pour une durée de 20 minutes à la suite de la sortie de Turner. 17h55 : Allan Mcnish repasse en tête après l’arrêt de Dumas. 18h09 : Accident spectaculaire de l'Oreca FLM09 no 025 du Dempsey Racing qui emmène avec elle l'Oreca FLM09 no 18 du Performance Tech Motorsports. L'Oreca no 025 ne peut reprendre la piste. 18h10 : La voiture de sécurité entre en piste pour une durée de trente minutes. 19h02 : Mcnish s'arrête et Romain Dumas mène à nouveau la course. 19h03 : Neuvième entrée en piste de la voiture de sécurité. 19h19 : C'est maintenant Rinaldo Capello qui passe en tête après l'arrêt de Dumas. 19h34 : Le moteur Judd de la Oak Pescarolo no 15 casse après une belle remontée. 19h35 : La voiture de sécurité entre en piste pour une durée de 13 minutes. 19h50 : Peter Dumbreck perd la troisième place de la catégorie LMP1 à la suite d'un problème de suspension à l'arrière de sa HPD. 20h01 : Onzième et dernière entrée en piste de la voiture de sécurité, pour une durée de 21 minutes. 20h14 : Loïc Duval passe en tête de la course après l'arrêt de Capello. 20h17 : L'Audi de Duval s'arrête, il est relayé par Tom Kristensen qui prend sa place au volant de l'Audi. 20h50 : À bord de la HPD du Starworks Motorsport, Stéphane Sarrazin attaque la HPD du Level 5 Motorsports, pilotée alors par João Barbosa et prend la tête de la catégorie LMP2.21h09 : Nicolas Prost est arrêté sur la piste en raison d'un problème d'alimentation en carburant. 21h46 : L'Audi no 3 s'arrête pour changer son capot arrière endommagé à la suite d'un contact avec un autre concurrent. 21h47 : Alors qu'elle est troisième de la course derrière les deux Audi officielles rescapées, la HPD no 6 connait des ennuis pendant son ravitaillement en carburant.22h15 : Pedro Lamy, alors en tête de la catégorie GTE Am à bord de la Corvette C6.R ZR1 de Larbre Compétition, connait un ennui de différentiel et est contraint à l'abandon. 22h29 : À bord de sa BMW M3 E92 GT2, Joey Hand livre une dernière bataille pour garder la tête de la catégorie GT (GT et GTE Pro sont réunies au sein de la même catégorie pour cette course) contre la Ferrari no 71 pilotée par Olivier Beretta. Finalement la BMW s'impose et la Ferrari termine troisième en raison d'une erreur de la part de Beretta. Dans les catégories GT et GTE Pro réunies, cinq voitures terminent dans le même tour.

### Classement à l'issue de la course
Voici le classement officiel au terme de la course.
- Les vainqueurs de chaque catégorie du championnat du monde sont signalés par un fond jaune.
- Les vainqueurs de chaque catégorie des American Le Mans Series sont signalés par un fond vert.
- Pour la colonne Pneus, il faut passer le curseur au-dessus du modèle pour connaître le manufacturier de pneumatiques.

| Pos           | Cat       | n°  | Équipe                       | Pilotes                                                  | Châssis                              | Pneus | Tours |
| Pos           | Cat       | n°  | Équipe                       | Pilotes                                                  | Moteur                               | Pneus | Tours |
| ------------- | --------- | --- | ---------------------------- | -------------------------------------------------------- | ------------------------------------ | ----- | ----- |
| 1             | LMP1      | 2   | Audi Sport Team Joest        | Allan McNish Tom Kristensen Rinaldo Capello              | Audi R18 TDI                         | M     | 325   |
| 1             | LMP1      | 2   | Audi Sport Team Joest        | Allan McNish Tom Kristensen Rinaldo Capello              | Audi TDI 3,7 L Turbo V6 (Diesel)     | M     | 325   |
| 2             | LMP1      | 3   | Audi Sport Team Joest        | Timo Bernhard Romain Dumas Loïc Duval                    | Audi R18 TDI                         | M     | 321   |
| 2             | LMP1      | 3   | Audi Sport Team Joest        | Timo Bernhard Romain Dumas Loïc Duval                    | Audi TDI 3,7 L Turbo V6 (Diesel)     | M     | 321   |
| 3             | LMP2      | 44  | Starworks Motorsport         | Ryan Dalziel Enzo Potolicchio Stéphane Sarrazin          | HPD ARX-03b                          | D     | 319   |
| 3             | LMP2      | 44  | Starworks Motorsport         | Ryan Dalziel Enzo Potolicchio Stéphane Sarrazin          | Honda HR28TT 2,8 L Turbo V6          | D     | 319   |
| 4             | P2        | 055 | Level 5 Motorsports          | Scott Tucker João Barbosa Christophe Bouchut             | HPD ARX-03b                          | D     | 319   |
| 4             | P2        | 055 | Level 5 Motorsports          | Scott Tucker João Barbosa Christophe Bouchut             | Honda HR28TT 2,8 L Turbo V6          | D     | 319   |
| 5             | LMP2      | 24  | OAK Racing                   | Jacques Nicolet Olivier Pla Matthieu Lahaye              | Morgan LMP2                          | D     | 318   |
| 5             | LMP2      | 24  | OAK Racing                   | Jacques Nicolet Olivier Pla Matthieu Lahaye              | Judd HK 3,6 L V8                     | D     | 318   |
| 6             | LMP1      | 16  | Pescarolo Team               | Emmanuel Collard Jean-Christophe Boullion Julien Jousse  | Pescarolo 01                         | M     | 318   |
| 6             | LMP1      | 16  | Pescarolo Team               | Emmanuel Collard Jean-Christophe Boullion Julien Jousse  | Judd GV5 S2 5.0L V10                 | M     | 318   |
| 7             | LMP2      | 49  | Pecom Racing                 | Luís Pérez Companc Soheil Ayari Pierre Kaffer            | Oreca 03                             | D     | 317   |
| 7             | LMP2      | 49  | Pecom Racing                 | Luís Pérez Companc Soheil Ayari Pierre Kaffer            | Nissan VK45DE 4,5 L V8               | D     | 317   |
| 8             | P1        | 016 | Dyson Racing                 | Chris Dyson Guy Smith Steven Kane                        | Lola B12/60                          | D     | 317   |
| 8             | P1        | 016 | Dyson Racing                 | Chris Dyson Guy Smith Steven Kane                        | Mazda MZR-R 2,0 L Turbo I4 (Butanol) | D     | 317   |
| 9             | LMP2      | 41  | Greaves Motorsport           | Christian Zugel Ricardo González Elton Julian            | Zytek Z11SN                          | D     | 316   |
| 9             | LMP2      | 41  | Greaves Motorsport           | Christian Zugel Ricardo González Elton Julian            | Nissan VK45DE 4,5 L V8               | D     | 316   |
| 10            | LMP1      | 21  | Strakka Racing               | Nick Leventis Jonny Kane Danny Watts                     | HPD ARX-03a                          | M     | 316   |
| 10            | LMP1      | 21  | Strakka Racing               | Nick Leventis Jonny Kane Danny Watts                     | Honda LM-V8 3.4L V8                  | M     | 316   |
| 11            | LMP2      | 25  | ADR (en)-Delta               | John Martin Robbie Kerr Tor Graves                       | Oreca 03                             | D     | 315   |
| 11            | LMP2      | 25  | ADR (en)-Delta               | John Martin Robbie Kerr Tor Graves                       | Nissan VK45DE 4,5 L V8               | D     | 315   |
| 12            | PC        | 06  | CORE Autosport               | E. J. Viso Alex Popow Burt Frisselle                     | Oreca FLM09                          | M     | 312   |
| 12            | PC        | 06  | CORE Autosport               | E. J. Viso Alex Popow Burt Frisselle                     | Chevrolet 6,2 L V8                   | M     | 312   |
| 13            | PC        | 52  | PR1 Mathiasen Racing         | Butch Leitzinger Ken Dobson Rudy Junco, Jr.              | Oreca FLM09                          | M     | 311   |
| 13            | PC        | 52  | PR1 Mathiasen Racing         | Butch Leitzinger Ken Dobson Rudy Junco, Jr.              | Chevrolet 6,2 L V8                   | M     | 311   |
| 14            | LMP2      | 31  | Lotus                        | Thomas Holzer Mirco Schultis Luco Moro                   | Lola B12/80                          | D     | 310   |
| 14            | LMP2      | 31  | Lotus                        | Thomas Holzer Mirco Schultis Luco Moro                   | Lotus 3,6 L V8                       | D     | 310   |
| 15            | PC        | 05  | CORE Autosport               | Colin Braun Jon Bennett Eric Lux                         | Oreca FLM09                          | M     | 310   |
| 15            | PC        | 05  | CORE Autosport               | Colin Braun Jon Bennett Eric Lux                         | Chevrolet 6,2 L V8                   | M     | 310   |
| 16            | LMP1      | 1   | Audi Sport Team Joest        | André Lotterer Benoît Tréluyer Marcel Fässler            | Audi R18 TDI                         | M     | 310   |
| 16            | LMP1      | 1   | Audi Sport Team Joest        | André Lotterer Benoît Tréluyer Marcel Fässler            | Audi TDI 3,7 L Turbo V6 (Diesel)     | M     | 310   |
| 17            | LMP1      | 22  | JRM Racing                   | Peter Dumbreck David Brabham Karun Chandhok              | HPD ARX-03a                          | M     | 309   |
| 17            | LMP1      | 22  | JRM Racing                   | Peter Dumbreck David Brabham Karun Chandhok              | Honda LM-V8 3.4L V8                  | M     | 309   |
| 18            | GT        | 56  | BMW Team RLL                 | Dirk Müller Joey Hand Jonathan Summerton                 | BMW M3 GT2 (E92)                     | D     | 307   |
| 18            | GT        | 56  | BMW Team RLL                 | Dirk Müller Joey Hand Jonathan Summerton                 | BMW 4,0 L V8                         | D     | 307   |
| 19            | GT        | 03  | Corvette Racing              | Jan Magnussen Jordan Taylor Antonio García               | Chevrolet Corvette C6.R              | M     | 307   |
| 19            | GT        | 03  | Corvette Racing              | Jan Magnussen Jordan Taylor Antonio García               | Chevrolet 5,5 L V8                   | M     | 307   |
| 20            | LMGTE Pro | 71  | AF Corse                     | Andrea Bertolini Olivier Beretta Marco Cioci             | Ferrari 458 Italia GT2               | M     | 307   |
| 20            | LMGTE Pro | 71  | AF Corse                     | Andrea Bertolini Olivier Beretta Marco Cioci             | Ferrari 4,5 L V8                     | M     | 307   |
| 21            | GT        | 4   | Corvette Racing              | Oliver Gavin Tom Milner Jr. Richard Westbrook            | Chevrolet Corvette C6.R              | M     | 307   |
| 21            | GT        | 4   | Corvette Racing              | Oliver Gavin Tom Milner Jr. Richard Westbrook            | Chevrolet 5,5 L V8                   | M     | 307   |
| 22            | GT        | 155 | BMW Team RLL                 | Bill Auberlen Jörg Müller Uwe Alzen                      | BMW M3 GT2 (E92)                     | D     | 307   |
| 22            | GT        | 155 | BMW Team RLL                 | Bill Auberlen Jörg Müller Uwe Alzen                      | BMW 4,0 L V8                         | D     | 307   |
| 23            | LMGTE Pro | 77  | Team Felbermayr-Proton       | Marc Lieb Richard Lietz Patrick Pilet                    | Porsche 911 GT3 RSR (997)            | M     | 306   |
| 23            | LMGTE Pro | 77  | Team Felbermayr-Proton       | Marc Lieb Richard Lietz Patrick Pilet                    | Porsche 4,0 L Flat-6                 | M     | 306   |
| 24            | GT        | 48  | Paul Miller Racing           | Bryce Miller Sascha Maassen Rob Bell                     | Porsche 911 GT3 RSR (997)            | D     | 303   |
| 24            | GT        | 48  | Paul Miller Racing           | Bryce Miller Sascha Maassen Rob Bell                     | Porsche 4,0 L Flat-6                 | D     | 303   |
| 25            | PC        | 7   | Merchant Services Racing     | Chapman Ducote Javier Acheverria Pablo Sanchez           | Oreca FLM09                          | M     | 303   |
| 25            | PC        | 7   | Merchant Services Racing     | Chapman Ducote Javier Acheverria Pablo Sanchez           | Chevrolet 6,2 L V8                   | M     | 303   |
| 26            | GT        | 044 | Flying Lizard Motorsports    | Seth Neiman Darren Law Andy Lally                        | Porsche 911 GT3 RSR (997)            | M     | 303   |
| 26            | GT        | 044 | Flying Lizard Motorsports    | Seth Neiman Darren Law Andy Lally                        | Porsche 4,0 L Flat-6                 | M     | 303   |
| 27            | GT        | 02  | Extreme Speed Motorsports    | Ed Brown Jeff Segal Anthony Lazzaro                      | Ferrari 458 Italia GT2               | M     | 303   |
| 27            | GT        | 02  | Extreme Speed Motorsports    | Ed Brown Jeff Segal Anthony Lazzaro                      | Ferrari 4,5 L V8                     | M     | 303   |
| 28            | P1        | 6   | Muscle Milk Pickett Racing   | Klaus Graf Lucas Luhr Simon Pagenaud                     | HPD ARX-03a                          | M     | 302   |
| 28            | P1        | 6   | Muscle Milk Pickett Racing   | Klaus Graf Lucas Luhr Simon Pagenaud                     | Honda 3,4 L V8                       | M     | 302   |
| 29            | LMGTE Am  | 88  | Team Felbermayr-Proton       | Christian Ried Gianluca Roda Paolo Ruberti               | Porsche 911 GT3 RSR (997)            | M     | 298   |
| 29            | LMGTE Am  | 88  | Team Felbermayr-Proton       | Christian Ried Gianluca Roda Paolo Ruberti               | Porsche 4,0 L Flat-6                 | M     | 298   |
| 30            | P2        | 54  | Black Swan Racing            | Tim Pappas Bret Curtis Jon Fogarty                       | Lola B11/80                          | D     | 298   |
| 30            | P2        | 54  | Black Swan Racing            | Tim Pappas Bret Curtis Jon Fogarty                       | Honda HR28TT 2,8 L Turbo V6          | D     | 298   |
| 31            | LMGTE Am  | 70  | Larbre Compétition           | Pascal Gibon Christophe Bourret Jean-Philippe Belloc     | Chevrolet Corvette C6.R              | M     | 297   |
| 31            | LMGTE Am  | 70  | Larbre Compétition           | Pascal Gibon Christophe Bourret Jean-Philippe Belloc     | Corvette 5,5 L V8                    | M     | 297   |
| 32            | LMP1      | 12  | Rebellion Racing             | Nicolas Prost Neel Jani Nick Heidfeld                    | Lola B11/60                          | M     | 296   |
| 32            | LMP1      | 12  | Rebellion Racing             | Nicolas Prost Neel Jani Nick Heidfeld                    | Toyota RV8KLM 3,4 L V8               | M     | 296   |
| 33            | GTC       | 023 | Alex Job Racing              | Bill Sweedler Townsend Bell Dion von Moltke              | Porsche 997 GT3 Cup                  | Y     | 292   |
| 33            | GTC       | 023 | Alex Job Racing              | Bill Sweedler Townsend Bell Dion von Moltke              | Porsche 4,0 L Flat-6                 | Y     | 292   |
| 34            | LMGTE Pro | 97  | Aston Martin Racing          | Stefan Mücke Darren Turner Adrián Fernández              | Aston Martin Vantage GTE             | M     | 292   |
| 34            | LMGTE Pro | 97  | Aston Martin Racing          | Stefan Mücke Darren Turner Adrián Fernández              | Aston Martin 4,5 L V8                | M     | 292   |
| 35            | GTC       | 022 | Alex Job Racing              | Cooper MacNeil Leh Keen Louis-Philippe Dumoulin          | Porsche 997 GT3 Cup                  | Y     | 291   |
| 35            | GTC       | 022 | Alex Job Racing              | Cooper MacNeil Leh Keen Louis-Philippe Dumoulin          | Porsche 4,0 L Flat-6                 | Y     | 291   |
| 36            | LMP1      | 13  | Rebellion Racing             | Andrea Belicchi Harold Primat Jeroen Bleekemolen         | Lola B11/60                          | M     | 291   |
| 36            | LMP1      | 13  | Rebellion Racing             | Andrea Belicchi Harold Primat Jeroen Bleekemolen         | Toyota RV8KLM 3,4 L V8               | M     | 291   |
| 37            | GTC       | 34  | Green Hornet Racing          | Peter LeSaffre Damien Faulkner Sebastiaan Bleekemolen    | Porsche 997 GT3 Cup                  | Y     | 290   |
| 37            | GTC       | 34  | Green Hornet Racing          | Peter LeSaffre Damien Faulkner Sebastiaan Bleekemolen    | Porsche 4,0 L Flat-6                 | Y     | 290   |
| 38            | GT        | 17  | Team Falken Tire             | Bryan Sellers Wolf Henzler Martin Ragginger (de)         | Porsche 911 GT3 RSR (997)            | F     | 290   |
| 38            | GT        | 17  | Team Falken Tire             | Bryan Sellers Wolf Henzler Martin Ragginger (de)         | Porsche 4,0 L Flat-6                 | F     | 290   |
| 39 Abandon    | LMGTE Am  | 50  | Larbre Compétition           | Patrick Bornhauser Julien Canal Pedro Lamy               | Chevrolet Corvette C6.R              | M     | 288   |
| 39 Abandon    | LMGTE Am  | 50  | Larbre Compétition           | Patrick Bornhauser Julien Canal Pedro Lamy               | Corvette 5,5 L V8                    | M     | 288   |
| 40            | GTC       | 66  | TRG                          | Spencer Pumpelly Marc Bunting Emilio Di Guida            | Porsche 997 GT3 Cup                  | Y     | 287   |
| 40            | GTC       | 66  | TRG                          | Spencer Pumpelly Marc Bunting Emilio Di Guida            | Porsche 4,0 L Flat-6                 | Y     | 287   |
| 41            | LMGTE Am  | 61  | AF Corse-Waltrip             | Robert Kaufman Michael Waltrip Rui Águas                 | Ferrari 458 Italia GT2               | M     | 283   |
| 41            | LMGTE Am  | 61  | AF Corse-Waltrip             | Robert Kaufman Michael Waltrip Rui Águas                 | Ferrari 4,5 L V8                     | M     | 283   |
| 42            | PC        | 5   | Muscle Milk Pickett Racing   | Memo Gidley Michael Guasch Roger Wills                   | Oreca FLM09                          | M     | 282   |
| 42            | PC        | 5   | Muscle Milk Pickett Racing   | Memo Gidley Michael Guasch Roger Wills                   | Chevrolet 6,2 L V8                   | M     | 282   |
| 43            | GTC       | 11  | JDX Racing                   | Chris Cumming Kévin Estre Mark Bullitt                   | Porsche 997 GT3 Cup                  | Y     | 282   |
| 43            | GTC       | 11  | JDX Racing                   | Chris Cumming Kévin Estre Mark Bullitt                   | Porsche 4,0 L Flat-6                 | Y     | 282   |
| 44            | P2        | 37  | Conquest Endurance           | Martin Plowman David Heinemeier Hansson Jan Heylen       | Morgan LMP2                          | D     | 281   |
| 44            | P2        | 37  | Conquest Endurance           | Martin Plowman David Heinemeier Hansson Jan Heylen       | Judd HK 3,6 L V8                     | D     | 281   |
| 45            | GTC       | 024 | Competition Motorsports      | Bob Faieta Cort Wagner Michael Avenatti                  | Porsche 997 GT3 Cup                  | Y     | 279   |
| 45            | GTC       | 024 | Competition Motorsports      | Bob Faieta Cort Wagner Michael Avenatti                  | Porsche 4,0 L Flat-6                 | Y     | 279   |
| 46            | GT        | 01  | Extreme Speed Motorsports    | Scott Sharp Johannes van Overbeek Guy Cosmo              | Ferrari 458 Italia GT2               | M     | 278   |
| 46            | GT        | 01  | Extreme Speed Motorsports    | Scott Sharp Johannes van Overbeek Guy Cosmo              | Ferrari 4,5 L V8                     | M     | 278   |
| 47            | LMP2      | 28  | Gulf Racing Middle East      | Fabien Giroix Maxime Jousse Stefan Johansson             | Lola B12/80                          | D     | 277   |
| 47            | LMP2      | 28  | Gulf Racing Middle East      | Fabien Giroix Maxime Jousse Stefan Johansson             | Nissan VK45DE 4,5 L V8               | D     | 277   |
| 48            | GTC       | 32  | GMG Racing                   | James Sofronas Alex Welch René Villeneuve                | Porsche 997 GT3 Cup                  | Y     | 276   |
| 48            | GTC       | 32  | GMG Racing                   | James Sofronas Alex Welch René Villeneuve                | Porsche 4,0 L Flat-6                 | Y     | 276   |
| 49            | PC        | 18  | Performance Tech Motorsports | Anthony Nicolosi Ricardo Vera Raphael Matos              | Oreca FLM09                          | M     | 274   |
| 49            | PC        | 18  | Performance Tech Motorsports | Anthony Nicolosi Ricardo Vera Raphael Matos              | Chevrolet 6,2 L V8                   | M     | 274   |
| 50            | LMGTE Am  | 57  | Krohn Racing                 | Tracy Krohn Niclas Jönsson Michele Rugolo                | Ferrari 458 Italia GT2               | D     | 265   |
| 50            | LMGTE Am  | 57  | Krohn Racing                 | Tracy Krohn Niclas Jönsson Michele Rugolo                | Ferrari 4,5 L V8                     | D     | 265   |
| 51            | PC        | 9   | RSR Racing                   | Bruno Junqueira Tomy Drissi Roberto González             | Oreca FLM09                          | M     | 255   |
| 51            | PC        | 9   | RSR Racing                   | Bruno Junqueira Tomy Drissi Roberto González             | Chevrolet 6,2 L V8                   | M     | 255   |
| 52            | LMGTE Am  | 55  | JWA-Avila                    | Bill Binnie Joël Camathias Markus Palttala               | Porsche 911 GT3 RSR (997)            | P     | 252   |
| 52            | LMGTE Am  | 55  | JWA-Avila                    | Bill Binnie Joël Camathias Markus Palttala               | Porsche 4,0 L Flat-6                 | P     | 252   |
| 53            | GT        | 45  | Flying Lizard Motorsports    | Patrick Long Jörg Bergmeister Marco Holzer               | Porsche 911 GT3 RSR (997)            | M     | 251   |
| 53            | GT        | 45  | Flying Lizard Motorsports    | Patrick Long Jörg Bergmeister Marco Holzer               | Porsche 4,0 L Flat-6                 | M     | 251   |
| 54 Abandon    | GTC       | 031 | NGT Motorsport               | Nicki Thiim Angel Benitez, Sr. Angel Benitez, Jr.        | Porsche 997 GT3 Cup                  | Y     | 236   |
| 54 Abandon    | GTC       | 031 | NGT Motorsport               | Nicki Thiim Angel Benitez, Sr. Angel Benitez, Jr.        | Porsche 4,0 L Flat-6                 | Y     | 236   |
| 55 Abandon    | LMP1      | 15  | OAK Racing                   | Guillaume Moreau Dominik Kraihamer Bertrand Baguette     | OAK Pescarolo 01                     | D     | 233   |
| 55 Abandon    | LMP1      | 15  | OAK Racing                   | Guillaume Moreau Dominik Kraihamer Bertrand Baguette     | Judd DB 3,4 L V8                     | D     | 233   |
| 56 Non classé | LMGTE Pro | 51  | AF Corse                     | Giancarlo Fisichella Gianmaria Bruni Toni Vilander       | Ferrari 458 Italia GT2               | M     | 215   |
| 56 Non classé | LMGTE Pro | 51  | AF Corse                     | Giancarlo Fisichella Gianmaria Bruni Toni Vilander       | Ferrari 4,5 L V8                     | M     | 215   |
| 57 Abandon    | GTC       | 30  | NGT Motorsport               | Sean Edwards Henrique Cisneros Carlos Kauffman           | Porsche 997 GT3 Cup                  | Y     | 205   |
| 57 Abandon    | GTC       | 30  | NGT Motorsport               | Sean Edwards Henrique Cisneros Carlos Kauffman           | Porsche 4,0 L Flat-6                 | Y     | 205   |
| 58 Abandon    | PC        | 025 | Dempsey Racing               | Duncan Ende Henri Richard Dane Cameron                   | Oreca FLM09                          | M     | 172   |
| 58 Abandon    | PC        | 025 | Dempsey Racing               | Duncan Ende Henri Richard Dane Cameron                   | Chevrolet 6,2 L V8                   | M     | 172   |
| 59 Abandon    | P2        | 95  | Level 5 Motorsports          | Scott Tucker Luis Díaz Ryan Hunter-Reay                  | HPD ARX-03b                          | D     | 85    |
| 59 Abandon    | P2        | 95  | Level 5 Motorsports          | Scott Tucker Luis Díaz Ryan Hunter-Reay                  | Honda HR28TT 2,8 L Turbo V6          | D     | 85    |
| 60 Abandon    | LMP2      | 23  | Signatech Nissan             | Franck Mailleux Jordan Tresson Olivier Lombard           | Oreca 03                             | D     | 85    |
| 60 Abandon    | LMP2      | 23  | Signatech Nissan             | Franck Mailleux Jordan Tresson Olivier Lombard           | Nissan VK45DE 4,5 L V8               | D     | 85    |
| 61 Abandon    | LMGTE Pro | 59  | Luxury Racing                | Frédéric Makowiecki Jaime Melo Jean-Karl Vernay          | Ferrari 458 Italia GT2               | M     | 83    |
| 61 Abandon    | LMGTE Pro | 59  | Luxury Racing                | Frédéric Makowiecki Jaime Melo Jean-Karl Vernay          | Ferrari 4,5 L V8                     | M     | 83    |
| 62 Abandon    | PC        | 8   | Merchant Services Racing     | Kyle Marcelli Dean Sterling Lucas Downs                  | Oreca FLM09                          | M     | 38    |
| 62 Abandon    | PC        | 8   | Merchant Services Racing     | Kyle Marcelli Dean Sterling Lucas Downs                  | Chevrolet 6,2 L V8                   | M     | 38    |
| 63 Abandon    | LMGTE Am  | 58  | Luxury Racing                | Pierre Ehret Dominik Farnbacher François Jakubowski (de) | Ferrari 458 Italia GT2               | M     | 0     |
| 63 Abandon    | LMGTE Am  | 58  | Luxury Racing                | Pierre Ehret Dominik Farnbacher François Jakubowski (de) | Ferrari 4,5 L V8                     | M     | 0     |
| Exclu         | LMP2      | 29  | Gulf Racing Middle East      | Frédéric Fatien Keiko Ihara Jean-Denis Delétraz          | Lola B12/80                          | D     | —     |
| Exclu         | LMP2      | 29  | Gulf Racing Middle East      | Frédéric Fatien Keiko Ihara Jean-Denis Delétraz          | Nissan VK45DE 4,5 L V8               | D     | —     |

## Causes des abandons
- Corvette no 50 : différentiel
- Porsche no 031 : Accident
- Oak Pescarolo-Judd no 15 : moteur
- Ferrari no 51 : exclusion
- Porsche no 30 : sortie de piste
- Oreca-Chevrolet no 025 : accrochage
- HPD-Honda no 95 : accrochage
- Oreca-Nissan no 23 : sortie de piste
- Ferrari no 59 : sortie de piste
- Oreca-Chevrolet no 8 : accident[7]

## Statistiques et informations diverses
- La course fut neutralisée 11 fois, pour un total de 55 tours[4].
- Sur les 64 voitures présentes, 34 participent au championnat American Le Mans Series et 30 participent au Championnat du monde d'endurance FIA[4].